# Caligatus angasii
Caligatus angasii là một loài bướm đêm trong họ Noctuidae.